# Roodbuikje
Het roodbuikje (Andrena ventralis) is een vliesvleugelig insect uit de familie Andrenidae. De wetenschappelijke naam van de soort is voor het eerst geldig gepubliceerd in 1832 door Imhoff.